# Puente de la Leyenda
El puente de la Leyenda está ubicado en la comuna de Sauveterre-de-Béarn, en el departamento francés de Pirineos Atlánticos. El puente fortificado del siglo XII, está clasificado entre los monumentos históricos de Francia por decreto del 12 de julio de 1886.

## Presentación
Remodelado por Gaston VII de Béarn en el siglo XIII y después por Gaston Fébus en el siglo XIV, el puente fortificado de la Leyenda era el punto de pasaje y de salida hacia Navarra. Inicialmente consistía únicamente de una simple plataforma en madera sobre una pila de piedras. Se le agregó posteriormente una torre, una escalera caracol, una sala de maniobras, un matacán y un puente levadizo que permitía cruzar el gave de Oloron hacia la isla de la Glère.
Era uno de los tres puentes que unían antiguamente la ciudad de Sauveterre, sobre la orilla derecha del gave de Oloron, con la orilla opuesta, junto con el puente de la Réclusy y el puente del Miéy de la Glère. Este conjunto de tres puentes favoreció durante mucho tiempo la prosperidad de la ciudad. El puente de la Leyenda, anteriormente nombrado puente Mayor, luego puente del Hospital, es el único que resistió finalmente a una violenta inundación en 1732 que arrastró todo a su paso.
Según la leyenda que le ha dado su nombre, la reina Sancie habría sufrido el juicio de Dios en el año 1170.
A la entrada del puente, en la ubicación actual del hotel, se encontraba el viejo hospital Saint-Jacques que acogía a los peregrinos de Compostela, cerca de la casa del Senescal.
El puente está clasificado entre los monumentos históricos de Francia por decreto del 12 de julio de 1886.

## La leyenda
A la muerte del vizconde Gaston V de Béarn en 1170, su viuda, la reina Sancie, fue acusada públicamente de haber dado muerte deliberadamente a su hijo recién nacido. El rey Sanche VI de Navarra, hermano de Sancie, decidió que solo la prueba del agua podía certificar la culpabilidad o la inocencia de la acusada.
La ordalía tuvo lugar en presencia de 3000 personas apiñadas en las inmediaciones del puente. La reina fue arrojada al torrente, con los pies y manos atados. Pero en lugar de ser engullido por las aguas, su cuerpo fue transportado por la superficie de las aguas y depositado sobre la playa a una distancia de tres disparos de flechas.
La reina, de esa manera exculpada, fue aclamada por la multitud. En reconocimiento a la Virgen, a la cual había invocado, bordó un rico manto que envió a Notre-Dame-de-Rocamadour.

## Galería

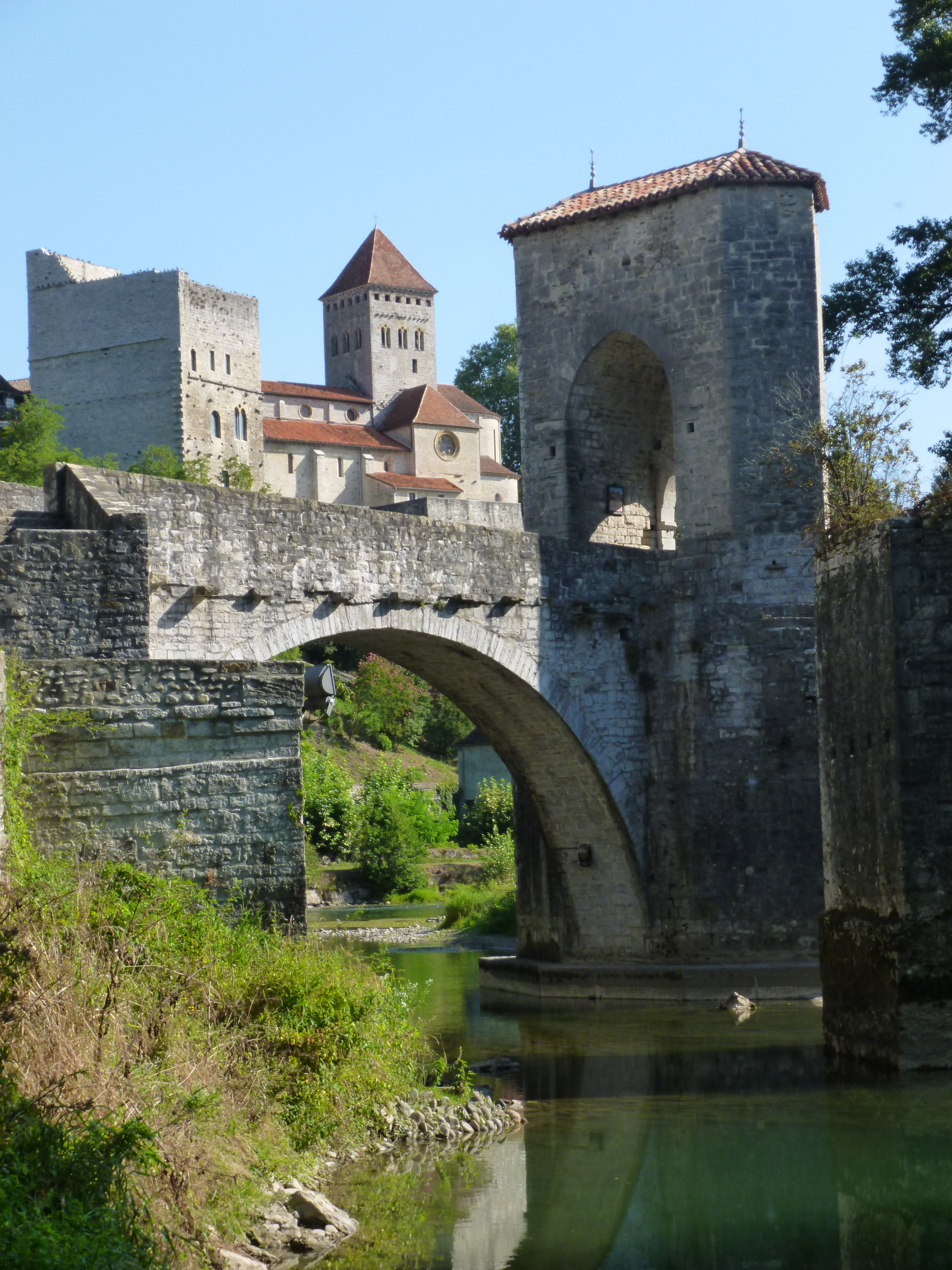
Vista del Puente de la Leyenda y la ciudad medieval.
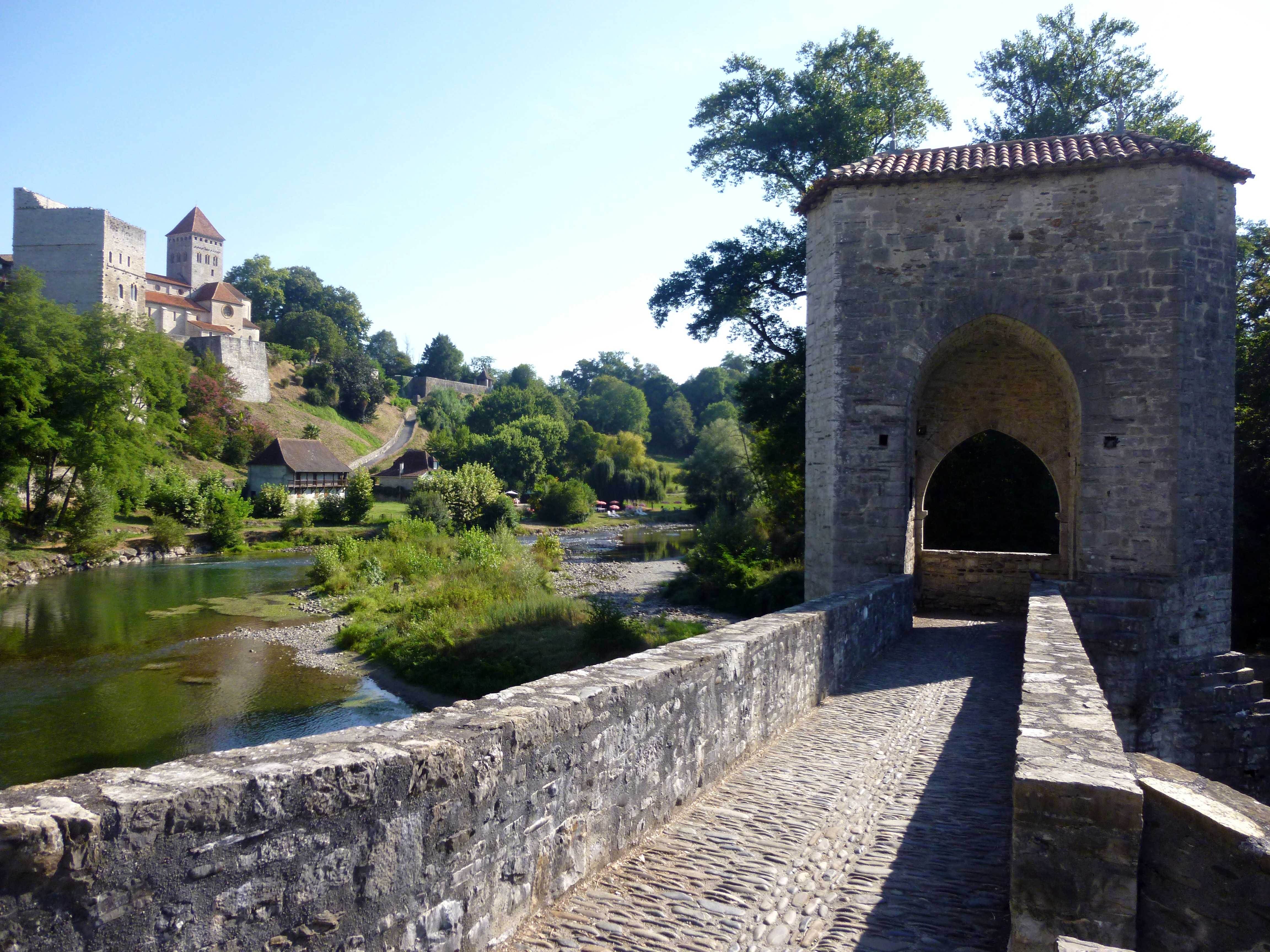
Vista desde el Puente de la Leyenda.
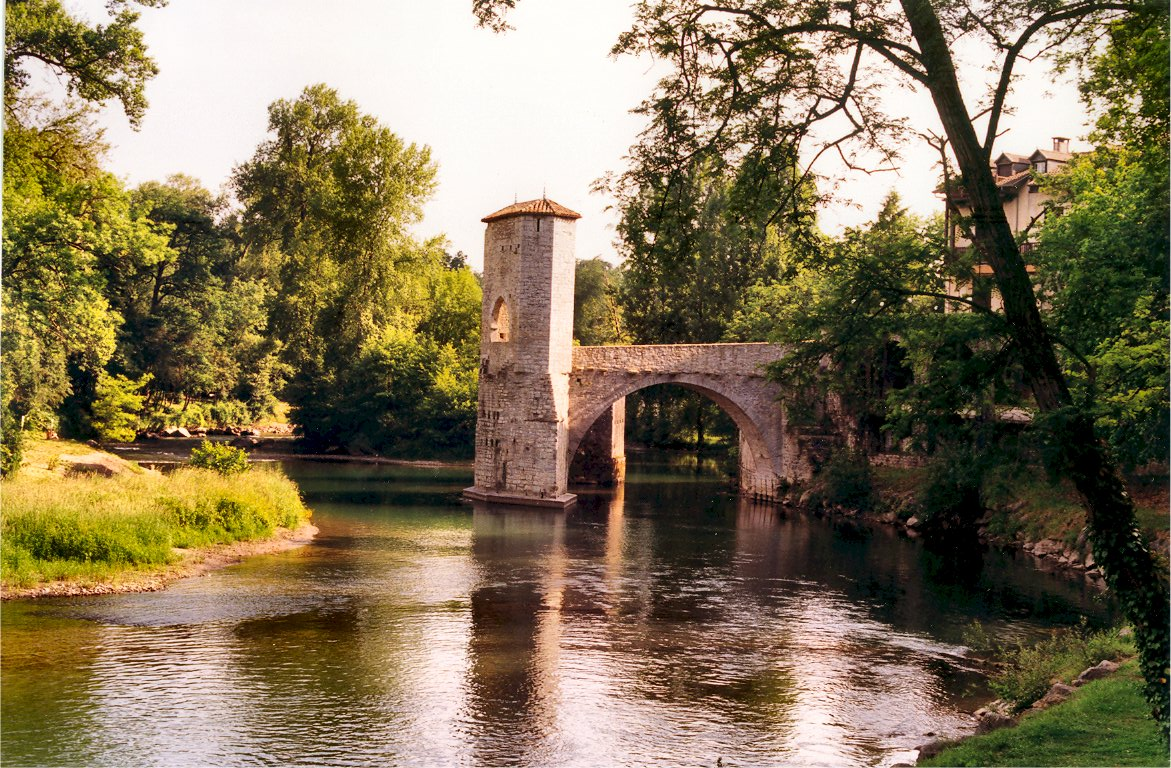
Puente de la Leyenda.
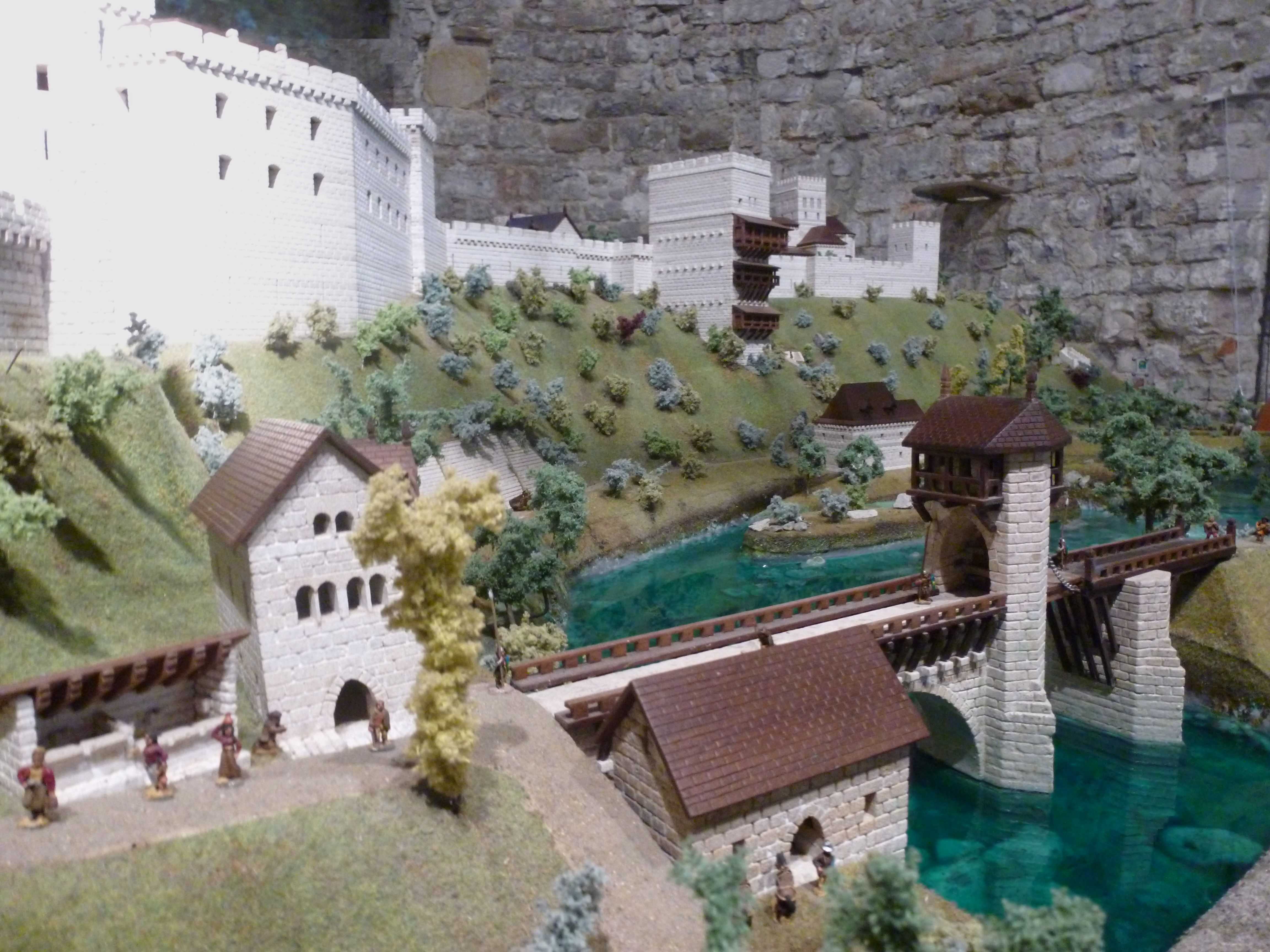
Maqueta de Sauveterre-de-Béarn con vistas al Puente de la Leyenda.